# Cap Verd i Costa de Guinea
La prefectura de Cap Verd i Costa de Guinea fou una colònia portuguesa que va existir entre 1832 i 1879 quan es va separar per formar la colònia de la Guinea Portuguesa i la colònia de Cap Verd. Estava dividida en dos districtes: el districte de les illes de Cap Verd, i el districte de Costa de Guinea.